# Ash Hill
Ash Hill es un área no incorporada ubicada en el condado de San Bernardino en el estado estadounidense de California.

## Geografía
Ash Hill se encuentra ubicada en las coordenadas 34°42′25″N 116°3′18″O / 34.70694, -116.05500.